# Фигуре од песка
Обликовање песка је пракса моделирања песка у уметнички облик. Пешчани замак је врста пешчане скулптуре која подсећа на минијатурну грађевину, често замак. Користи се влажни песак да би се формирали облици пре него што се песак осуши.
Прављење скулптура од песка одвија се на пешчаним плажама, где су два основна градивна састојка, песак и вода, доступни у изобиљу. Неке игре са песком се дешавају у сувим базенима са песком и кутијама са песком, мада углавном од стране деце и ретко због уметничких облика. Плимне плаже углавном имају песак који ограничава висину и структуру због облика зрна песка. Добар песак за скулптуре је донекле прљав, садржи муљ и глину који помажу у спајању зрна песка неправилног облика.
Пешчане дворце обично праве деца ради забаве, али постоје и такмичења у прављењу пешчаних скулптура за одрасле која укључују велике, сложене конструкције. Највећи пешчани замак направљен на такмичењу био је висок 5,5 метара; власник, Роналд Малкнухио, човек висок 1,5 метара, морао је да користи неколико мердевина. 

## Пешчани дворци и скулптуре
Зрна песка ће се увек лепити заједно, осим ако песак није релативно ситан. Док је суви песак растресит, влажни песак је лепљив ако се помешају одговарајуће количине песка и воде. Разлог за то је што вода формира мале „мостове“ између зрна песка када је влажан због сила површинског напона.
Када се песак осуши или покваси, облик структуре се може променити, а „клизишта“ су честа. Мешавина финих (углавном оштријих) и крупних гранула песка је веома важна за постизање добрих резултата „градње песком“. Фине грануле које су заобљене природним утицајима мора, река или флувијалних вода, заузврат негативно утичу на везивање између појединачних гранула јер лакше клизе једна поред друге.
Лопате и канте су главни грађевински алати који се користе у изради пешчаних замкова и скулптура од песка, мада неки људи користе само руке. Једноставан пешчани замак може се направити тако што се канта напуни влажним песком, постави наопачке на песак и издигне. За веће грађевине, вода из мора за мешање са песком доноси се на градилиште кантом или другом посудом. Понекад се облици других материјала, као што су дрво или пластика, користе да држе гомиле песка на месту и у одређеним облицима.
Тунели довољно велики да се у њих уђе су изузетно опасни; деца и одрасли умиру сваке године када се такве подземне коморе уруше под тежином и нестабилношћу песка, или због надолазеће плиме или удара таласа у структуру. Понекад се може изградити брана да би се задржала вода, могу се изградити плимне тврђаве, које су невероватно велики пешчани замкови са дебелим зидовима који штите утврђење од мора, или се могу ископати канали да би се задржала вода.
Варијанта обликоване скулптуре је „замак капањем“, направљен капањем веома влажног песка.
Вајање песка као уметничка форма постало је популарно у приобалним плажама. Стотине годишњих такмичења се одржавају широм света. Технике могу бити прилично софистициране, а рекордна достигнућа су забележена у Гинисовој књизи рекорда. Понекад се такмичења организују као рекламни или промотивни догађаји. Већина вајара од песка се бави другим пословима, али неколицина зарађује за живот искључиво од активности везаних за песак.
Значајни уметници скулптура од песка су Сударсан Патнаик и М. Н. Говри, који су створили Музеј скулптура од песка у Мајсору.

### Фестивали и такмичења
Од 1989. до 2009. године, Светско првенство у вајању од песка одржавало се у Харисон Хот Спрингсу у Харисону, у Британској Колумбији, у Канади, познатом и као „Харисенд“. Такмичење је било у дисциплинама соло, пар и екипна категорија. Светско првенство је одржано у Форт Мајерсу на Флориди и другим местима ограничено време. Друге земље одржавају своје верзије светских првенстава јер није могуће окупити све људе који се могу квалификовати на истом месту у исто време због трошкова и логистике.
Највиши пешчани замак на свету изграђен је на плажи Миртл у Јужној Каролини од стране тима Сендтастик као део фестивала Сан Фан 2007. године. Структура је била висока 49,55 стопа (15,1 м). Изградња је трајала 10 дана и коришћено је 300 камиона песка. Овај рекорд је оборен 2019. године када је у Ригену у Немачкој откривен пешчани замак висок 17 метара. 
Од 2003. године, плажа Бетистаун у округу Мит, у Ирској, домаћин је годишњег ирског националног такмичења у изради замкова од песка и вајарству од песка.
У Лапенранти, у Финској, постоји годишња туристичка атракција под називом Пешчани замак (Hiekkalinna), где се сваке године ствара уметничко дело од песка према променљивој теми.
Рекорд за број појединачних пешчаних двораца изграђених за један сат постављен је у Скарбороу, у Енглеској, 18. августа 2012. године. Четири стотине људи је изградило 683 замка, сваки широк и висок два метра, са четири куле.

### Пешчане пагоде
У југоисточној Азији се стварају пешчане пагоде. Традиција постоји од 16. века.

## Игра
Једна од главних атракција пешчане плаже, посебно за децу, је играње са песком; пружа више могућности него обичан суви базен. Могу се направити планине, канали, тунели, мостови, скулптуре (које представљају особу, животињу итд., попут статуе или модела зграде), између осталог.
Закопавање некога до врата у песку или закопавање себе на такав начин је још једна популарна активност на плажи.
- Пешчани анђели

Пешчани анђели се праве на исти начин као и снежни анђели; особа лежи на леђима у песку, испружи руке и ноге и њиме маше напред-назад.
- Борба против плиме

Популарна игра је прављење гомиле песка, што је могуће више, како би издржала надолазећу плиму.
- Пешчани замак са јарком, за време осеке
- Море се креће и окружује замак